# 503 г. пр.н.е.

## Събития

### В Азия

#### В Персийската империя
- Цар на Персийската (Ахеменидска) империя e Дарий I (522 – 486 г. пр.н.е.).[1]

### В Европа

#### В Римската република
- Консули (503/502 г.пр.н.е.) са Агрипа Менений Ланат и Публий Постумий Туберт (за II път).
- Туберт получава овация, а Ланат триумф за победи над сабините.[2]
- Римските колонии Помеция и Кора се разбунтуват и присъединяват към аврунките. Последва война между Рим и аврунките.[3]

## Починали
- Публий Валерий Попликола, римски политик и един от водачите на бунта довел до свалянето на монархията